# Oeste FC
Oeste FC is een Braziliaanse voetbalclub uit Barueri in de staat São Paulo. Voor 2017 speelde de club in Itápolis.

## Geschiedenis
De club werd in 1921 opgericht door twee broers uit Rio de Janeiro. De clubkleuren van Flamengo werden aangenomen. In 2004 speelde de club voor het eerst in de hoogste klasse van het Campeonato Paulista. De club behaalde tien punten dat seizoen, voldoende voor het behoud, echter doordat ze vier niet-speelgerechtigde spelers opstelden kregen ze twaalf strafpunten waardoor een degradatie volgde. In 2009 keerde de club terug. Op de laatste speeldag verzekerde de club zich voor het behoud door een overwinning op rechtstreekse concurrent Guaratinguetá, dat daardoor degradeerde. Het volgende seizoen eindigde de club in de middenmoot en plaatse zich voor de Série D, maar werd daar laatste in de groepsfase. In 2011 werden ze zesde en in de Série D bereikten ze de halve finale, die ze verloren van Tupi. Dit volstond om te promoveren naar de Série C. Het volgende seizoen werden ze kampioen van de Série C nadat ze de finale wonnen van Icasa.
In 2014 degradeerde de club uit het Campeonato Paulista, terwijl ze in de Série B telkens het behoud konden verzekeren. Na één seizoen keerde de club terug, maar ook in 2016 degradeerde de club. In de Série B eindigde de club zowel in 2015 als 2016 net boven de degradatie. In 2017 werd de club knap zesde. In 2018 kon de club ook opnieuw naar de hoogste klasse van de staatscompetitie promoveren. In 2020 degradeerde de club uit de Série B en een jaar later ook uit de Série C.